# Bernard Fellay
Bernard Fellay (Sierre, 12 aprile 1958) è un vescovo cattolico svizzero appartenente alla Fraternità Sacerdotale San Pio X. Fu scomunicato da papa Giovanni Paolo II nel 1988 perché consacrato senza mandato pontificio dall'arcivescovo Marcel Lefebvre e dal vescovo Antônio de Castro Mayer, iniziativa che la Santa Sede considerò al pari di un atto scismatico. Ha ottenuto la remissione della scomunica da papa Benedetto XVI il 21 gennaio 2009.

## Biografia
Monsignor Bernard Fellay è nato a Sierre il 12 aprile 1958.

### Formazione e ministero sacerdotale
Nell'ottobre del 1977 è entrato nel seminario internazionale della Fraternità sacerdotale San Pio X di Ecône, in Svizzera.
Il 29 giugno 1982 è stato ordinato presbitero dall'arcivescovo Marcel Lefebvre. Dopo la sua ordinazione è stato nominato economo generale della Fraternità sacerdotale San Pio X con residenza a Rickenbach, la sede della Fraternità in Svizzera. Ha ricoperto l'incarico per i successivi dieci anni. Allo stesso tempo è stato cappellano di diversi gruppi di giovani e in parrocchia. Ha compiuto diversi viaggi nei paesi del Terzo Mondo.

### Consacrazione e scomunica
Nel giugno del 1988 l'arcivescovo Marcel Lefebvre ha annunciato la sua intenzione di consacrare Bernard Fellay e altri tre preti - Bernard Tissier de Mallerais, Alfonso de Galarreta e Richard Williamson - come vescovi. Monsignor Lefebvre tuttavia non aveva il mandato pontificio - ovvero il permesso del papa - per conferire il sacramento come normalmente richiesto dal canone 1382 del Codice di diritto canonico. Il 17 giugno 1988 il cardinale Bernardin Gantin, prefetto della Congregazione per i vescovi, ha inviato ai quattro sacerdoti un avviso canonico formale che notificava loro che sarebbero incorsi automaticamente nella pena della scomunica se fossero stati consacrati da monsignor Lefebvre senza il permesso del papa.
Il 30 giugno 1988 padre Fellay e gli altri tre sacerdoti sono stati comunque consacrati vescovi da monsignor Lefebvre e da monsignor Antônio de Castro Mayer. Il 1º luglio 1988 il cardinale Gantin ha pubblicato una dichiarazione in cui affermava che Lefebvre, de Castro Mayer, Fellay e gli altri tre vescovi appena ordinati "hanno subito ipso facto la scomunica latae sententiae riservata alla Sede Apostolica".
Il 2 luglio 1988 papa Giovanni Paolo II ha pubblicato il motu proprio Ecclesia Dei in cui ha riaffermato la scomunica e descritto la consacrazione come un atto di "disobbedienza al Romano Pontefice in una questione molto grave e di suprema importanza per l'unità della Chiesa" e che "tale disobbedienza - che implica in pratica il rifiuto del primato romano - costituisce un atto scismatico". Il cardinale Darío Castrillón Hoyos, capo della commissione incaricata dell'attuazione del documento, ha affermato che ciò ha comportato una "situazione di separazione, anche se non si trattava di uno scisma formale".
La Fraternità sacerdotale San Pio X ha negato la validità delle scomuniche, affermando che le consacrazioni erano necessarie a causa di una crisi morale e teologica nella Chiesa cattolica.

### Ministero episcopale
Nel giugno del 1994 il capitolo generale della Fraternità sacerdotale San Pio X si è riunito a Ecône e lo ha eletto superiore generale della Fraternità, succedendo a padre Franz Schmidberger.
Il 28 settembre 2000 ha fondato la Fraternità San Giosafat d'Ucraina con sede a Leopoli e di rito bizantino.
Il 29 agosto 2005 monsignor Fellay è stato ricevuto in udienza da papa Benedetto XVI a Castel Gandolfo. All'udienza hanno partecipato anche il cardinale Darío Castrillón Hoyos e padre Franz Schmidberger. Hanno discusso lo stato attuale della Chiesa e della Fraternità sacerdotale San Pio X, delle preoccupazioni della Fraternità sul modernismo nella Chiesa, della restaurazione della messa tridentina e del possibile riconoscimento della Fraternità da parte della Santa Sede.
Il 12 luglio 2006 è stato rieletto per un altro mandato di 12 anni.

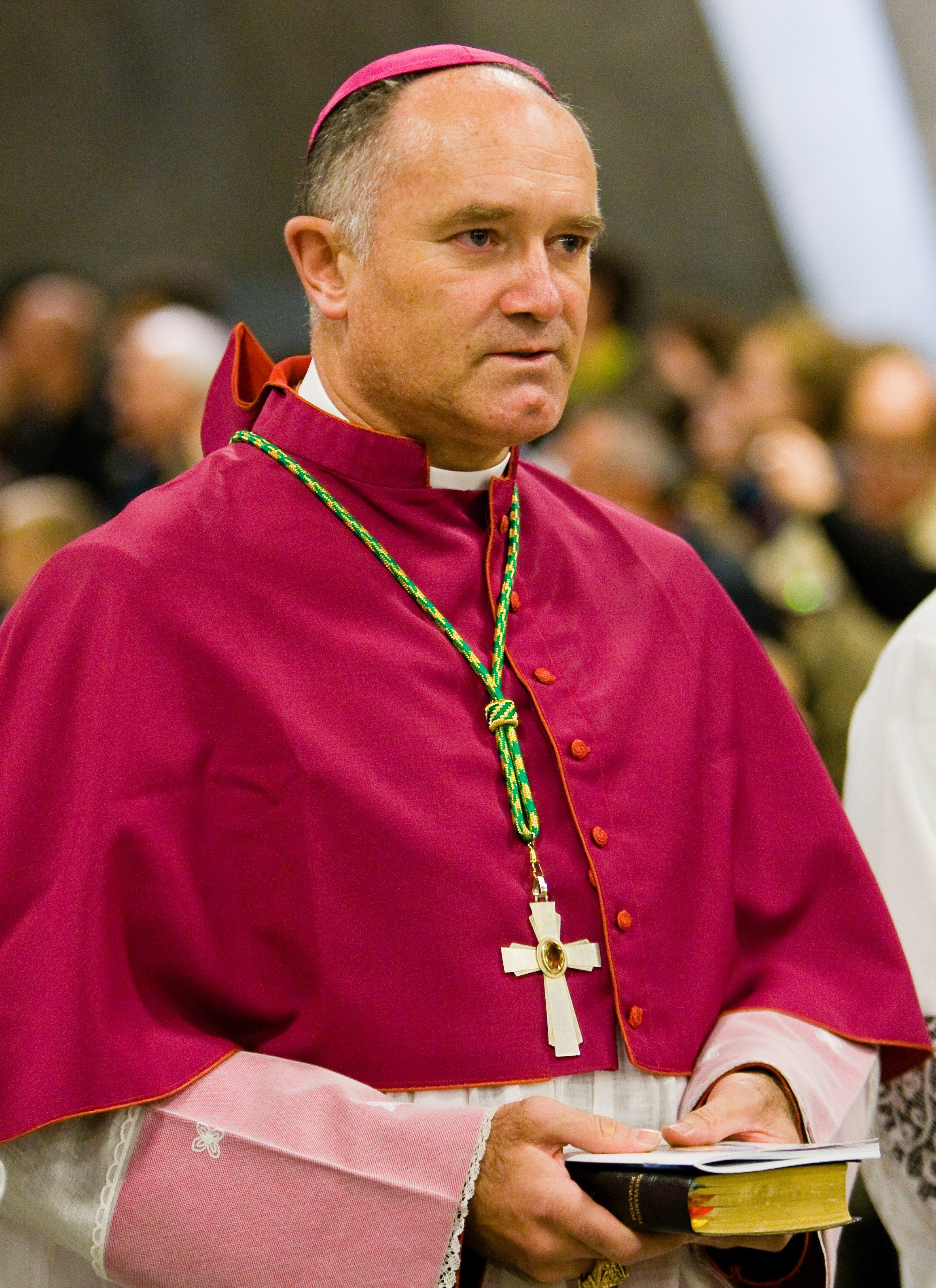
Monsignor Bernard Fellay a Lourdes nel 2008.

Con decreto del 21 gennaio 2009 (protocollo n. 126/2009), emesso in risposta alla sua rinnovata richiesta a nome di tutti e quattro i vescovi che monsignor Lefebvre aveva consacrato il 30 giugno 1988, il cardinale Giovanni Battista Re, prefetto della Congregazione per i vescovi, con il potere espressamente concesso a lui da papa Benedetto XVI, ha rimesso la scomunica automatica che avevano subito e ha espresso l'auspicio che a ciò sarebbe seguito rapidamente il rientro in piena comunione dell'intera Fraternità sacerdotale San Pio X nella Chiesa cattolica, testimoniando così unità visibile, vera lealtà e il vero riconoscimento del magistero e dell'autorità del papa. Come tutti i membri della Fraternità rimane tuttavia sospeso a divinis sine die.
Le remissioni non sono state accolte all'unanimità da tutti i membri della Fraternità sacerdotale San Pio X. Padre Florian Abrahamowicz, decano della Fraternità dell'Italia nord-orientale, ha definito l'azione "offensiva", poiché pretendeva di rimettere una scomunica di questi quattro vescovi che la Fraternità nel 1988 aveva ufficialmente ritenuto invalida. Padre Abrahamowicz poco dopo è stato espulso dal capitolo italiano della Fraternità per quel commento e per le sue opinioni negazioniste dell'Olocausto.
Il cardinale Antonio Cañizares Llovera, prefetto della Congregazione per il culto divino e la disciplina dei sacramenti, ha riferito che monsignor Fellay aveva dichiarato che se l'arcivescovo Marcel Lefebvre avesse visto come si celebra la messa in un'abbazia vicino a Firenze in stretta conformità con il Messale del 1970, egli non avrebbe intrapreso le azioni da lui compiute.
In un'intervista del luglio del 2009, parlando in relazione ai colloqui con Roma, monsignor Fellay circa il significato del Concilio Vaticano II ha detto: "Non faremo alcun compromesso con il Concilio, non ho intenzione di fare un compromesso. Non vogliamo un compromesso, vogliamo la chiarezza per quanto riguarda il Concilio". Nel febbraio del 2011 monsignor Fellay ha affermato che i colloqui di riconciliazione con la Santa Sede si sarebbero presto conclusi, con pochi cambiamenti nelle opinioni di entrambe le parti. Oltre alle dispute sulle modifiche introdotte dal Concilio Vaticano II nuovi problemi sono stati creati dai piani per la beatificazione di papa Giovanni Paolo II. Monsignor Fellay ha infatti affermato che la prevista beatificazione di papa Giovanni Paolo II il 1º maggio 2011 ha posto "un problema serio, il problema di un pontificato che ha fatto andare avanti le cose nella direzione sbagliata, lungo linee progressiste, verso tutto ciò che chiamano lo spirito del Vaticano II". Monsignor Richard Williamson, nel suo messaggio settimanale, ha attaccato Fellay per essere stato troppo aperto al dialogo tra la Fraternità sacerdotale San Pio X e la Santa Sede. Tuttavia, il 12 ottobre 2013, monsignor Fellay ha dichiarato: "Ringraziamo Dio. Siamo stati preservati da qualsiasi tipo di accordo dello scorso anno", affermando che la società aveva ritirato il testo di compromesso presentato a Roma il 15 aprile 2012.
Il 28 dicembre 2012, in un'intervista radiofonica trasmessa dalla cappella Nostra Signora del Monte Carmelo a New Hamburg, nell'Ontario, in Canada, monsignor Fellay ha dichiarato: "Chi, in quel periodo, fu il più contrario che la Chiesa avesse riconosciuto la Fraternità? I nemici della Chiesa. Gli ebrei, i massoni, i modernisti". Questo è stato considerato da varie entità mediatiche come un attacco al popolo ebraico. La Fraternità sacerdotale San Pio X ha emesso la seguente risposta: "La parola "nemici" qui usata dal vescovo Fellay è naturalmente un concetto religioso e si riferisce a qualsiasi gruppo o setta religiosa che si oppone alla missione della Chiesa cattolica e ai suoi sforzi per adempiere a essa: la salvezza delle anime. Riferendosi agli ebrei, il commento del vescovo Fellay era rivolto ai leader delle organizzazioni ebraiche e non al popolo ebraico, come viene sottinteso dai giornalisti, di conseguenza la Società di San Pio X denuncia le ripetute false accuse di antisemitismo o di incitamento all'odio fatte nel tentativo di mettere a tacere il suo messaggio".
Ha parlato del terzo segreto di Fátima come "apparentemente profetico di un castigo materiale e di una grande crisi nella Chiesa" e ha descritto papa Francesco come "un vero e proprio modernista". Con lo stesso pontefice tuttavia alla fine di luglio del 2013, aveva iniziato una serie di contatti, su cui monsignor Fellay ha detto: "Potremmo non avere l'intero quadro a questo punto, abbiamo abbastanza per essere spaventati a morte". Ha espresso un'opinione diversa su papa Francesco l'11 maggio 2014, dopo che egli aveva affermato di aver letto due volte una biografia dell'arcivescovo Marcel Lefebvre e di averla apprezzata: "L'attuale papa, poiché è un uomo pratico, guarda le persone. Ciò che crede è alla fine una questione indifferente per lui. Ciò che conta è che questa persona sia comprensiva nel suo punto di vista, che gli sembra corretto, si può dire così. E quindi ha letto due volte il libro di Tissier de Mallerais sull'arcivescovo Lefebvre e questo libro gli è piaciuto, è contro tutto ciò che rappresentiamo, ma, come vita, le è piaciuta". Ha anche affermato che papa Francesco aveva avuto una visione tollerante della Fraternità sacerdotale San Pio X in Argentina dicendo anche che "non li condannava e non impediva a nessuno di visitarli".

Dopo la visita al Parlamento Europeo del 25 novembre, il 3 dicembre monsignor Fellay ha voluto recarsi a benedire il presepe, ricordando di onorare il Re dei Re, sorgente di ogni potere, incarnatosi per la salvezza del genere umano, e chiamato a governare le nazioni. Ha inoltre affermato che «la civiltà non è qualcosa da inventare: essa era ed è la civiltà Cristiana, è "la città cattolica". Non si tratta che di instaurarla e di re-instaurarla sui suoi fondamenti naturali e divini».
Il 5 giugno 2015 la Congregazione per la dottrina della fede ha accordato a monsignor Fellay, in qualità di superiore generale della Fraternità sacerdotale San Pio X, i poteri di giudice di prima istanza in un processo canonico nei confronti di un sacerdote della Fraternità.
Il 24 maggio 2017 è stato riferito che i vescovi della Fraternità sacerdotale San Pio X sono stati autorizzati dalla Santa Sede a ordinare sacerdoti senza il permesso del vescovo locale.
Nel mese di luglio del 2017 monsignor Fellay ha firmato un documento, insieme ad altri membri del clero ed accademici (Correctio filialis de haeresibus propagatis) nei confronti di papa Francesco. Il documento di venticinque pagine, che è stato reso pubblico a settembre dopo non aver ricevuto alcuna risposta dalla Santa Sede, criticava il papa per aver presumibilmente promosso l'eresia attraverso varie parole, azioni e omissioni durante il suo pontificato.
L'11 luglio 2018 è cessato il suo mandato di superiore generale della Fraternità sacerdotale San Pio X, con l'elezione del successore, il sacerdote Davide Pagliarani. Lo stesso mese è stato nominato assistente del nuovo superiore generale della Fraternità, don Davide Pagliarani.
Parla correntemente francese, italiano, inglese, tedesco e conosce lo spagnolo.

## Genealogia episcopale
La genealogia episcopale è:
- Cardinale Scipione Rebiba
- Cardinale Giulio Antonio Santori
- Cardinale Girolamo Bernerio, O.P.
- Arcivescovo Galeazzo Sanvitale
- Cardinale Ludovico Ludovisi
- Cardinale Luigi Caetani
- Cardinale Ulderico Carpegna
- Cardinale Paluzzo Paluzzi Altieri degli Albertoni
- Papa Benedetto XIII
- Papa Benedetto XIV
- Papa Clemente XIII
- Cardinale Marcantonio Colonna
- Cardinale Giacinto Sigismondo Gerdil, B.
- Cardinale Giulio Maria della Somaglia
- Cardinale Carlo Odescalchi, S.I.
- Vescovo Eugène de Mazenod, O.M.I.
- Cardinale Joseph Hippolyte Guibert, O.M.I.
- Cardinale François-Marie-Benjamin Richard
- Vescovo Marie-Prosper-Adolphe de Bonfils
- Cardinale Louis-Ernest Dubois
- Arcivescovo Jean-Arthur Chollet
- Arcivescovo Héctor Raphaël Quilliet
- Vescovo Charles-Albert-Joseph Lecomte
- Cardinale Achille Liénart
- Arcivescovo Marcel Lefebvre, C.S.Sp.
- Vescovo Bernard Fellay